# Jean Lévêque
Pour les articles homonymes, voir Lévêque.
Jean Lévêque, né le 30 août 1930 à Soissons (Aisne) et mort le 11 juin 2024 à Nogent-sur-Marne (Val de Marne), est un exégète français, spécialiste de la Sagesse biblique.

## Biographie
Entré dans l'ordre des carmes déchaux en 1955, il est licencié en orientalisme (Université Catholique de Louvain, 1961) et docteur en théologie (Université catholique de Lille, 1968). Il enseigna pendant près de vingt ans l'exégèse de l'Ancien Testament et les langues orientales, principalement à l'Institut catholique de Paris (1974-1990). Avec Maurice Gilbert et Norbert Lohfink, il est considéré comme l'un des meilleurs connaisseurs de la littérature sapientielle de sa génération. Il est également le traducteur de l'enseignement d'Amenemopet.

## Publications
- Job - Le livre et le message (CE-53), Les éditions du Cerf, 1985 (ASIN B00008DAHX)
- Job ou le drame de la foi, Les éditions du Cerf, 2007, 292 p. (ISBN 978-2-2040-8185-6)
- Du neuf et de l'ancien : Méditations sur l'évangile de Matthieu, Editions du Carmel, 2019, 308 p. (ISBN 978-2-8471-3578-7)
- Le sel de la parole : Méditations sur l'évangile de Marc, Editions du Carmel, 2020, 181 p. (ISBN 978-2-8471-3655-5)
- Heureux les invités aux noces : Commentaire sur l'évangile de Luc, Editions du Carmel, 2020, 308 p. (ISBN 978-2-8471-3656-2)
- La sève et le sarment : Méditations sur l'Evangile de Jean, Éditions du Carmel, 2021, 328 p. (ISBN 978-2-8471-3745-3)